# Чечуга
Чечуга — тип сабли восточного происхождения, в XVII—XVIII веках получивший некоторое распространение в Центральной и Восточной Европе, в частности в Польше, на Украине и, возможно, в Русском царстве. Название пол. czeczuga происходит от названия вида днестровских рыб, с которыми сабли имели некоторое внешнее сходство.

## История
Происхождение чечуг не совсем ясное. Его связывают и с крымскими татарами, и с киргизами, и с народами Северного Кавказа. Согласно российскому исследователю В. С. Курмановскому, в пользу северокавказского происхождения чечуг говорит определённое сходство последних с саблями обнаруженными в северокавказских курганах — обтягивание рукоятей кожей, а ножен кожей и берестой, плоские завершения наверший рукоятей и наконечников ножен, наличие со стороны обуха продолговатых щитков на обоймицах ножен.
Каковым бы ни было происхождение чечуг, во второй половине XVII — первой половине XVIII века, такие сабли получают определённую известность и распространение на территории Польши. Изготавливались они армянскими мастерами проживавшими во Львове. По этой причине они известны в Польше под обобщённым названием «армянских сабель» (szabla ormiańska), «львовских сабель» или «армянок» (ormianka). При этом исследователь польских сабель Влоджимеж Квасневич выделяет ещё две разновидности армянских сабель, получивших, правда, меньшее распространение нежели чечуги: ордынки и армянские карабелы (последние отличны от классических карабел). В старину в Польше термины чечуга, ордынка, а также смычок использовались как синонимы, современные исследователи, как правило, проводят между ними определённые различия. Например, так называемый смычок (smyczek), согласно Здиславу Жигульскому, был во всём подобен чечуге, но отличался от неё наличием длинного и тонкого острия (т. н. штыкового) предназначенного для прокалывания кольчуги. Такое острие придавало сабле характерный внешний вид, и обусловивший её название.
Что касается армянских сабель, и в первую очередь чечуг, то они изготавливались и в боевом, и в парадном вариантах, однако, согласно Квасневичу, парадное использование преобладало. В пользу этого положения, Квасневич указывает, что гарда чечуг была слишком короткой для надёжной защиты руки, а конструкция навершия не позволяла достаточно плотно захватить оружие, что в совокупности противоречило европейскому стилю фехтования.
Украинский историк Д. Тоичкин исследовав 54 находящихся в музеях Украины сабель XVII—XVIII веков, в отношении которых документально подтверждено происхождение из казацких семейств, а также 10 сабель найденных на месте битвы при Берестечке, выявил среди них три сабли типа чечуга (в сводной таблице автор указал пять чечуг). Также им проанализирован ряд изображений казаков и портретов представителей казацкой старшины XVII—XVIII веков, среди которых выявлено изображение чечуги на портрете сотника Багацкой сотни Миргородского полка Андрея Стефановича, написанном в XVIII веке. Эти данные позволяют говорить об использовании чечуг среди украинских казаков, но довольно ограниченном по сравнению с саблями других типов.
Предположительно, чечуги имели некоторое распространение и в России, по мнению Курмановского в XVII веке они были известны под названием «черкасских» сабель или, в случае их изготовления русскими мастерами, сабель «на черкасское дело».

## Описание

Эфес чечуги, клинок изготовлен в Египте

Клинок умеренной кривизны (около 30-50 мм), ширина клинка в основании около 30 мм, причём такая ширина может сохранятся почти по всей длине, тогда как у других образцов может иметься более узкое острие. Острие располагается по линии обуха, или же по центру клинка. Боевой конец может быть двулезвийным, выраженная елмань в при этом отсутствует. Смычок, как уже указывалось выше, отличался наличием штыкового острия.
Открытый эфес состоит из короткой крестовина простой формы, с перекрестьем. Деревянная рукоять обтягивалась имеющей грубую зернистую структуру (для более надёжного удержания оружия) кожей ската или акулы (в польской терминологии такая кожа называется ящера), реже простой кожей. Навершие в форме напёрстковидного колпачка, обычно латунного, наклонённого под тупым углом в сторону лезвия.
Ножны деревянные, с внешней стороны они покрывались ящерой или простой кожей, с внутренней — берестой. Прибор ножен состоит из наконечника и двух обоймиц, последние имеют характерные расширения в виде крыльев бабочки, расположенные со стороны обуха.

## Чечуги в музейных собраниях
Некоторые из известных экземпляров чечуг имеющиеся в музеях:
- Польша
  - Музей Войска Польского
    - Сабля с инвентарным номером 2924/1 — длина клинка 760 мм, ширина 23—24 мм, кривизна клинка 45 мм[11].
    - Сабля с инвентарным номером MWP 25113x — общая длина: 1070 мм; длина клинка: 860 мм; ширина клинка: 29 мм.

  - Библиотека Польской академии наук
    - Сабля с инвентарным номером MWP 2924x — общая длина: 900 мм; общая длина в ножнах: 1040 мм; длина клинка: 760 мм; ширина клинка: 30 мм.
    - Сабля с инвентарным номером MK 2050 — общая длина: 910 мм; длина клинка: 820 мм; ширина клинка: 31 мм.
    - Сабля с инвентарным номером MK 2059 — общая длина: 880 мм; длина клинка: 745 мм; ширина клинка: 33 мм.[1]
- Китай
  - Музей императорского дворца
    - Сабля преподнесённая в дар цинскому императору Цяньлуну (1735—1795 гг.) калмыцкими (торгоутскими) феодалами, откочевавшими с Волги на берег Или в начале 70-х годов XVIII века. Общая длина сабли: 105 см, длина лезвия: 89,6 см, длина рукояти: 16 см.[1]
- Россия
  - Государственный исторический музей — всего четыре экземпляра, атрибутированы музеем в качестве татарских, в том числе:
    - Сабля с инвентарным номером 1800 ГИМ — длина клинка 81,5 см, ширина 3 см.[1]

  - Эрмитаж
    - Сабля с инвентарным номером 3517 — длина клинка 815 мм, ширина 34—30 мм, кривизна клинка 50 мм[12].
- Украина
  - Днепропетровский национальный исторический музей им. Д. И. Яворницкого
    - Сабля с инвентарным номером О-254 — общая длина: 805 мм; длина клинка: 680 мм; ширина клинка: 30 мм.
- Швеция
  - Ливрусткаммарен
    - Сабля с инвентарным номером 7480 (1913) — общая длина: 870 мм; длина клинка: 720 мм; ширина клинка: 34 мм; длина острия: 48 мм; вес: 790 г.
    - Сабля с инвентарным номером 7376 (2147:a) — общая длина: 964 мм; ширина гарды: 78 мм; длина клинка: 825 мм; ширина клинка: 32 мм; длина острия: 45 мм; вес: 705 г.
    - Сабля с инвентарным номером 7268 (4369:а) — общая длина: 947 мм; длина клинка: 800 мм; ширина гарды: 112 мм; ширина клинка: 32 мм; длина острия: 45 мм; вес: 800 г.
    - Сабля с инвентарным номером 7481 (1884) — общая длина: 945 мм; длина клинка: 814 мм; ширина клинка: 38 мм; вес: 895 г.[1]